# 深海喋血
《深海喋血》（英語：Crash Dive）是1996年美国动作电影，由安德鲁·史蒂文斯执导，迈克尔·杜迪考夫、凯瑟琳·贝尔等主演。
影片讲述美国潜水艇“尤里西斯”号在北大西洋被南斯拉夫恐怖分子劫持后，潜水艇设计师卡特暗中登上潜艇，阻止核弹发射并避免美军击沉潜水艇的故事。